# Quatuor Via Nova
Le Quatuor Via Nova est un quatuor à cordes français fondé en 1968.

## Historique
Fondé en 1968 par des musiciens qui se sont connus au festival de Cyrne Arte (Corse) quatre ans auparavant, il prend d'abord le nom du festival. Son répertoire s'étend des compositeurs classiques jusqu'à la musique contemporaine. Il est subventionné dès 1976 par le Ministère de la Culture.

## Membres
- Jean Mouillère premier violon
- Jean-Pierre Sabouret (1968, puis depuis 1975), Hervé le Floch (1968-1971), Alain Moglia (1971-1975), deuxième violon
- René Jeanneray (1968-1969), Gérard Caussé (1969-1971), Claude Naveau (1971-) alto
- René Benedetti (1968-1971), Roland Pidoux (1971-1978), Jean-Marie Gamard (1978-) violoncelle

## Créations
- Quatuor nº 3 d'André Casanova (1989)
- Quatuor « pro tempore passionis » de Jacques Castérède (1989)

## Source
- Alain Pâris, Dictionnaire des interprètes, Bouquins/Laffont, 1989, p.1072